# 長野県道492号天竜峡停車場下平線

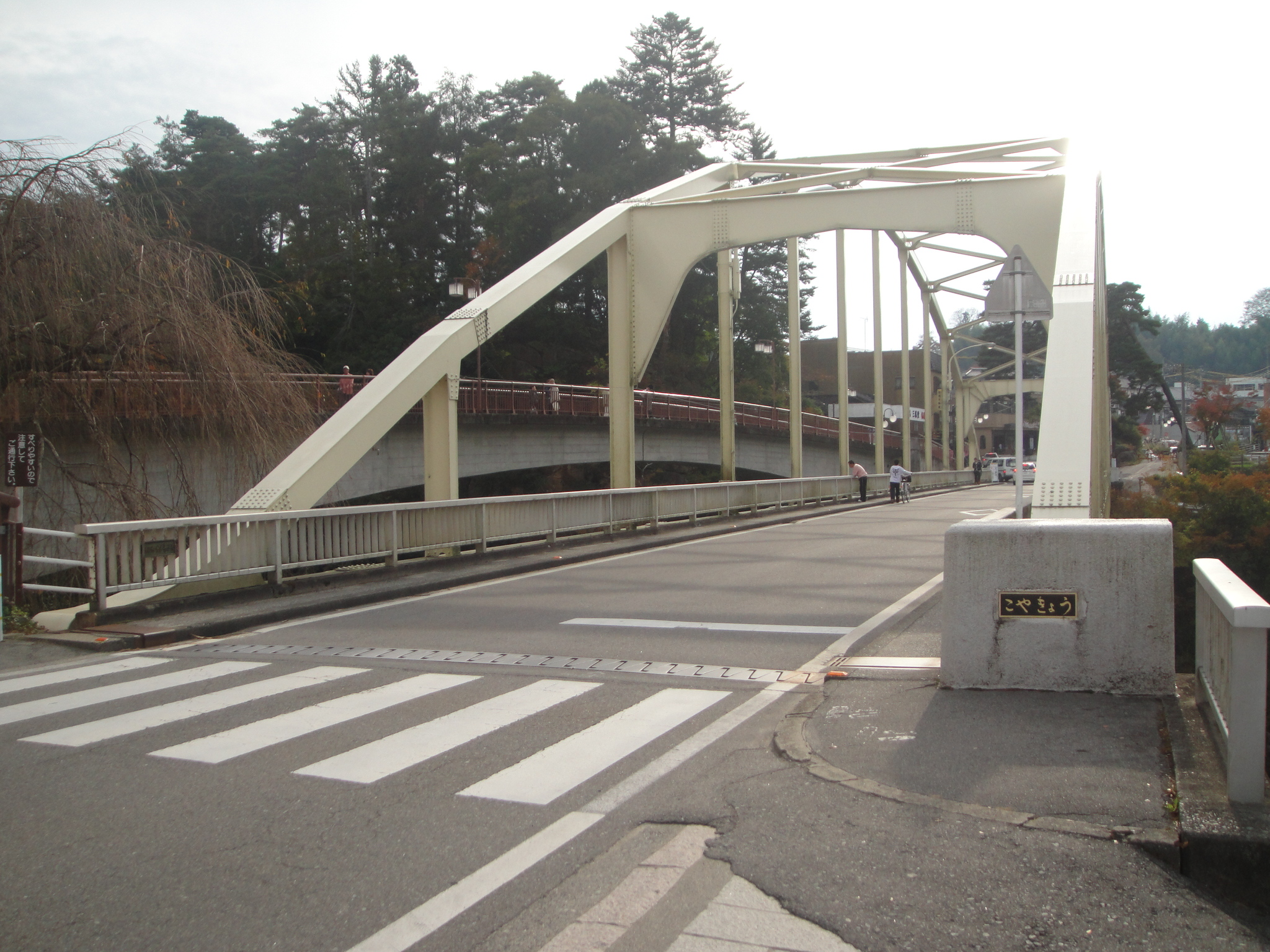
起点付近の姑射橋

長野県道492号天竜峡停車場下平線（ながのけんどう492ごう てんりゅうきょうていしゃじょうしもだいらせん）は、長野県飯田市を走る一般県道。

## 概要

### 路線データ
- 起点：飯田市川路（飯田線天竜峡駅、長野県道236号天竜峡停車場線交点）
- 終点：飯田市大字上久堅字下平（国道256号交点）

## 通過する自治体
- 飯田市

## 交差・接続する道路
- 長野県道236号天竜峡停車場線 - 飯田市川路（飯田線天竜峡駅、起点）
- 長野県道1号飯田富山佐久間線 - 飯田市龍江 ※一部重複
- 長野県道237号米川飯田線 - 飯田市龍江 ※一部重複
- 長野県道247号米川駄科停車場線 - 飯田市龍江・上久堅間 ※一部重複
- 国道256号 - 飯田市大字上久堅字下平（終点）